# NGC 5702
NGC 5702 este o liner situată în constelația Boarul. A fost descoperită în 20 aprilie 1792 de către William Herschel.